# علف الخنزير أماريكوليس
علف الخنزير أماريكوليس (المعروف أيضًا باسم "النخلة الوحيدة") هو نوع من أشجار النخيل من رتبة الفوفليات، وفصيلة النخلية، وفُصيلة النخالاوات، وقبيلة الكنباراوات. يوجد حصرًا في جزيرة موريشيوس، ولم يُوثَّق منه سوى عينة واحدة متبقية في حدائق كوريبيب النباتية في كوريبيب. ولذلك، يُصنَّف ضمن فئة الفرد الأخير "endling" (يشير هذا المصطلح إلى أن هذا الكائن هو الأخير من نوعه).

## التوزيع
هذا النوع هو واحد من تسعة أنواع من النخيل المحلية في موريشيوس، وواحد من سبعة أنواع من النخيل التي هي أيضا متوطنة.
في القرن الثامن عشر، وصف هذا النوع من النخيل من العينات المأخوذة من جبل بيتر بوث، حيث يبدو أنه كان منتشرًا على نطاق واسع في ذلك الوقت.
حاليًا، توجد عينة واحدة فقط في حدائق كوريبيب النباتية، ولا يُعرف ما إذا كانت هذه العينة قد زُرعت هنا، أم أنها كانت من الناجين من المجموعة البرية للمنطقة التي أصبحت جزءًا من الحدائق عند إنشائها.